# Terry Glenn
Terry Glenn (Columbus, Ohio, 23 de julho de 1974 – Irving, Texas, 20 de novembro de 2017) foi um jogador profissional de futebol americano estadunidense que jogou na National Football League (NFL) por 12 temporadas. Ele jogou futebol universitário para a Ohio State University. Foi recrutado pelo New England Patriots como escolha número sete do Draft da NFL de 1996, e também jogou para o Green Bay Packers e Dallas Cowboys. Com a equipe do Patriots Glenn foi campeão da temporada de 2001 da National Football League.
Glenn morreu aos 43 anos, em 20 de novembro de 2017, vítima de um acidente de trânsito.